# Rain Fall Down
Rain Fall Down è un singolo del gruppo rock inglese The Rolling Stones, pubblicato nel 2005 ed estratto dall'album A Bigger Bang.

## Tracce
1. Rain Fall Down - 4:54
2. Rain Fall Down (will.i.am Remix)
3. Rain Fall Down (Ashley Beedle's 'Heavy Disco' Vocal Re-Edit)